# 클리프턴 현수교

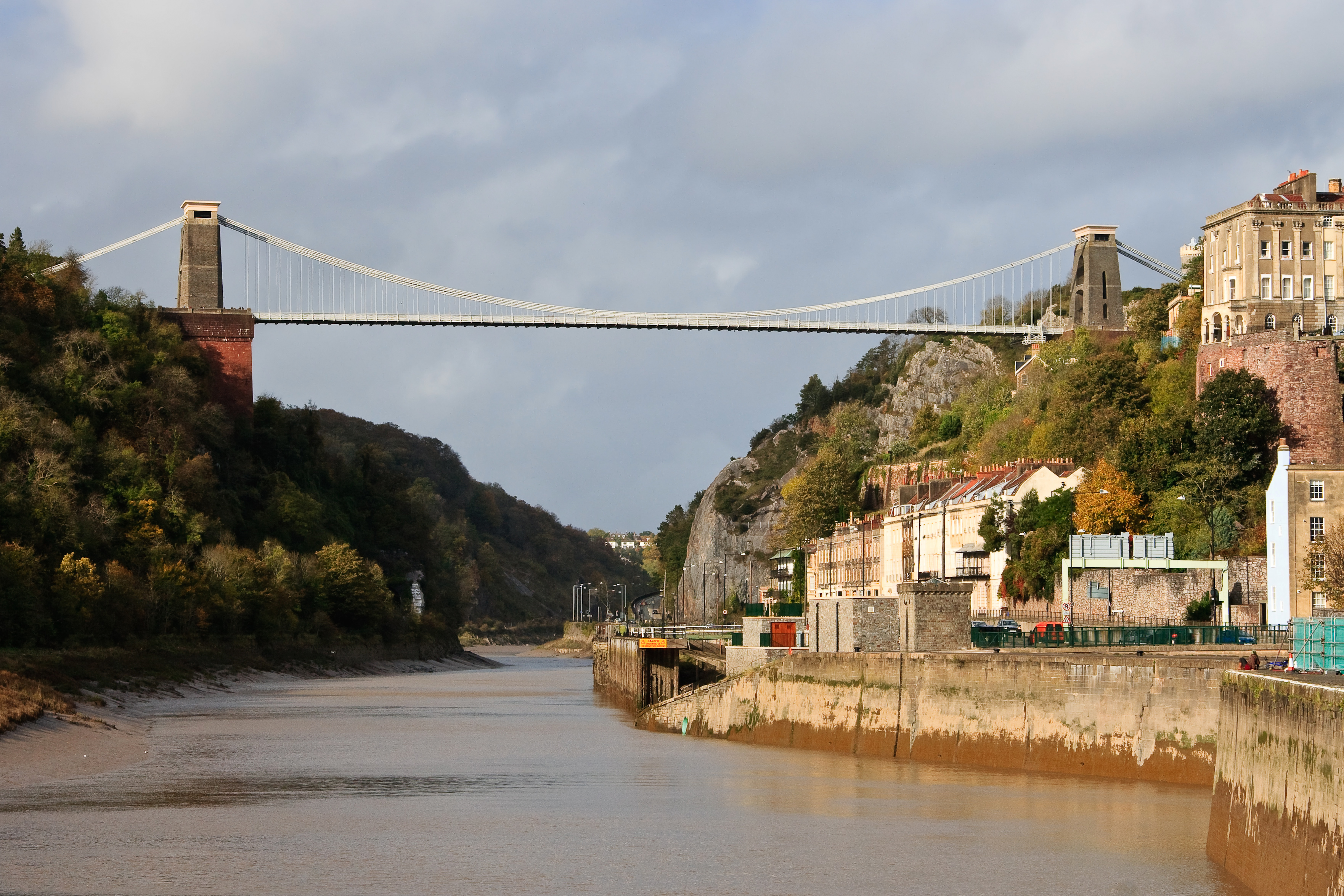
클리프턴 현수교

클리프턴 현수교(영어: Clifton Suspension Bridge)는 에이번 협곡과 에이번강을 가로지르는 현수교로, 잉글랜드 브리스틀의 클리프턴과 노스서머싯의 리우즈를 연결한다. 1864년 개통 이후 유료 교량이 되었으며, 이 교량에서 얻은 수입으로 유지 관리를 위한 기금을 마련했다. 이 교량은 이점바드 킹덤 브루넬의 초기 설계를 바탕으로 윌리엄 헨리 발로와 존 호크쇼가 설계하여 건설하였다. 이 교량은 1등급으로 등재된 건물이며 B3129 도로의 일부를 형성한다.